# Хляб, любов и…
„Хляб, любов и…“ (на италиански: Pane, amore e…) е италианска романтична комедия от 1955 година на режисьора Дино Ризи с участието на Виторио Де Сика и София Лорен.

## Сюжет
Антонио Каротенуто се прибира в родния си град Соренто, за да работи за местната пътна полиция. Дона София, привлекателна продавачка на риба, е наела дома му. Жената отказва да напусне и почти приема брак с Антонио почти като на шега, за да накара рибаря Николино, в когото е истински влюбена, да ревнува. Когато Антонио осъзнава какво прави, той сдобрява младите и решава да заложи на собствената си хазяйка.

## В ролите
| Изпълнител        | Роля                       |
| ----------------- | -------------------------- |
| Виторио Де Сика   | Антонио Каротенуто         |
| София Лорен       | Дона София (Смарджиаса)    |
| Леа Падовани      | Дона Виоланте Руотоло      |
| Антонио Чифариело | Никола Паскацио (Николино) |
| Тина Пика         | Кармела                    |
| Марио Каротенуто  | Дон Матео Каротенуто       |
| Текла Скарано     | Терезинела                 |
| Вирджилио Риенто  | Дон Емидио                 |

## Награди и нимонации
- 1956 Печели „Давид на Донатело“ за най-добър продуцент (Марчело Джирози)
- 1956 Печели „Давид на Донатело“ за най-добър актьор (Виторио Де Сика)